# ینی سوواگیل
ینی سوواگیل (به لاتین: Yeni Suvagil، تا ۵ اکتبر ۱۹۹۹ ینی سوواقیل Yeni Suvaqil) یک منطقه مسکونی در جمهوری آذربایجان است که در شهرستان زاقاتالا واقع شده است. ینی سوواگیل ۴۵۵۴ نفر جمعیت دارد. بیشتر مردم آن از ساخورها هستند.